# Cândido Fontoura
Cândido Fontoura Silveira (Bragança Paulista, 14 de maio de 1885 — 5 de março de 1974) foi um farmacêutico e empresário brasileiro.
Em 1915, fundou o Instituto Medicamento Fontoura, e posteriormente as Indústrias Farmacêuticas Fontoura-Wyeth, dedicada à produção de penicilina, inseticidas, entre eles o célebre Detefon, e outros. Seu nome é sempre associado ao famoso Biotônico Fontoura, xarope tomado para abrir o apetite das crianças, batizado por Monteiro Lobato como amigo do farmacêutico.
Em sua homenagem foi denominado o Hospital Infantil Cândido Fontoura, localizado no bairro da Mooca, na cidade de São Paulo.